# Lista över fornlämningar i Säffle kommun (Södra Ny)
Lista över fornlämningar i Säffle kommun (Södra Ny) är en förteckning av ett urval av de fornlämningar som finns i Södra Ny i Säffle kommun.
| Namn                        | Lämningstyp                      | Tillkomsttid | Historisk indelning | Plats | Läge                 | ID-nr          | Bild                                 |
| --------------------------- | -------------------------------- | ------------ | ------------------- | ----- | -------------------- | -------------- | ------------------------------------ |
| Södra Ny 1:1                | Stenkammargrav                   |              | Södra Ny, Värmland  |       | 59.152457, 13.127405 | 10219000010001 | Ladda upp en bild av detta fornminne |
| Södra Ny 2:1                | Stenkammargrav                   |              | Södra Ny, Värmland  |       | 59.154466, 13.115743 | 10219000020001 | Ladda upp en bild av detta fornminne |
| Kungsåsen (Södra Ny 3:1)    | Fornborg                         |              | Södra Ny, Värmland  |       | 59.140821, 13.175773 | 10219000030001 | Ladda upp en bild av detta fornminne |
| Södra Ny 10:1               | Röse                             |              | Södra Ny, Värmland  |       | 59.101731, 13.148368 | 10219000100001 | Ladda upp en bild av detta fornminne |
| Södra Ny 11:1               | Stensättning                     |              | Södra Ny, Värmland  |       | 59.098923, 13.154022 | 10219000110001 | Ladda upp en bild av detta fornminne |
| Södra Ny 12:1               | Röse                             |              | Södra Ny, Värmland  |       | 59.099489, 13.211862 | 10219000120001 | Ladda upp en bild av detta fornminne |
| Södra Ny 12:2               | Stensättning                     |              | Södra Ny, Värmland  |       | 59.099402, 13.211864 | 10219000120002 | Ladda upp en bild av detta fornminne |
| Södra Ny 12:3               | Stensättning                     |              | Södra Ny, Värmland  |       | 59.099317, 13.211872 | 10219000120003 | Ladda upp en bild av detta fornminne |
| Södra Ny 21:1               | Stensättning                     |              | Södra Ny, Värmland  |       | 59.119403, 13.099125 | 10219000210001 | Ladda upp en bild av detta fornminne |
| Södra Ny 22:1               | Röse                             |              | Södra Ny, Värmland  |       | 59.121123, 13.107309 | 10219000220001 | Ladda upp en bild av detta fornminne |
| Södra Ny 22:2               | Stensättning                     |              | Södra Ny, Värmland  |       | 59.121246, 13.107622 | 10219000220002 | Ladda upp en bild av detta fornminne |
| Södra Ny 25:1               | Stensättning                     |              | Södra Ny, Värmland  |       | 59.151509, 13.054615 | 10219000250001 | Ladda upp en bild av detta fornminne |
| Södra Ny 25:2               | Stensättning                     |              | Södra Ny, Värmland  |       | 59.151327, 13.054444 | 10219000250002 | Ladda upp en bild av detta fornminne |
| Hjerpås (Södra Ny 26:1)     | Fornborg                         |              | Södra Ny, Värmland  |       | 59.125099, 13.060914 | 10219000260001 | Ladda upp en bild av detta fornminne |
| Södra Ny 27:1               | Stensättning                     |              | Södra Ny, Värmland  |       | 59.118271, 13.072948 | 10219000270001 | Ladda upp en bild av detta fornminne |
| Södra Ny 30:1               | Stensättning                     |              | Södra Ny, Värmland  |       | 59.157115, 13.069808 | 10219000300001 | Ladda upp en bild av detta fornminne |
| Södra Ny 31:1               | Stenkammargrav                   |              | Södra Ny, Värmland  |       | 59.144514, 13.066633 | 10219000310001 | Ladda upp en bild av detta fornminne |
| Södra Ny 37:1               | Stensättning                     |              | Södra Ny, Värmland  |       | 59.109027, 13.085187 | 10219000370001 | Ladda upp en bild av detta fornminne |
| Södra Ny 38:1               | Stensättning                     |              | Södra Ny, Värmland  |       | 59.108203, 13.084966 | 10219000380001 | Ladda upp en bild av detta fornminne |
| Södra Ny 56:1               | Ristning, medeltid/historisk tid |              | Södra Ny, Värmland  |       | 59.155555, 13.175590 | 10219000560001 | Ladda upp en bild av detta fornminne |
| Södra Ny 57:1               | Stensättning                     |              | Södra Ny, Värmland  |       | 59.156015, 13.175973 | 10219000570001 | Ladda upp en bild av detta fornminne |
| Södra Ny 82:1               | Stensättning                     |              | Södra Ny, Värmland  |       | 59.117197, 13.138581 | 10219000820001 | Ladda upp en bild av detta fornminne |
| Södra Ny 83:1               | Stensättning                     |              | Södra Ny, Värmland  |       | 59.114729, 13.134120 | 10219000830001 | Ladda upp en bild av detta fornminne |
| Södra Ny 83:2               | Stensättning                     |              | Södra Ny, Värmland  |       | 59.114344, 13.134383 | 10219000830002 | Ladda upp en bild av detta fornminne |
| Södra Ny 84:1               | Stensättning                     |              | Södra Ny, Värmland  |       | 59.113722, 13.133379 | 10219000840001 | Ladda upp en bild av detta fornminne |
| Södra Ny 84:2               | Stensättning                     |              | Södra Ny, Värmland  |       | 59.114009, 13.133625 | 10219000840002 | Ladda upp en bild av detta fornminne |
| Södra Ny 84:3               | Stensättning                     |              | Södra Ny, Värmland  |       | 59.113764, 13.134290 | 10219000840003 | Ladda upp en bild av detta fornminne |
| Södra Ny 84:4               | Stensättning                     |              | Södra Ny, Värmland  |       | 59.113605, 13.134375 | 10219000840004 | Ladda upp en bild av detta fornminne |
| Södra Ny 84:5               | Stensättning                     |              | Södra Ny, Värmland  |       | 59.113524, 13.134284 | 10219000840005 | Ladda upp en bild av detta fornminne |
| Södra Ny 86:1               | Stensättning                     |              | Södra Ny, Värmland  |       | 59.113775, 13.135438 | 10219000860001 | Ladda upp en bild av detta fornminne |
| Södra Ny 86:2               | Stensättning                     |              | Södra Ny, Värmland  |       | 59.113785, 13.136192 | 10219000860002 | Ladda upp en bild av detta fornminne |
| Södra Ny 87:2               | Stensättning                     |              | Södra Ny, Värmland  |       | 59.114430, 13.137294 | 10219000870002 | Ladda upp en bild av detta fornminne |
| Hamn å sama (Södra Ny 88:1) | Stensättning                     |              | Södra Ny, Värmland  |       | 59.122950, 13.122512 | 10219000880001 | Ladda upp en bild av detta fornminne |
| Hamn å sama (Södra Ny 88:2) | Stensättning                     |              | Södra Ny, Värmland  |       | 59.122581, 13.123056 | 10219000880002 | Ladda upp en bild av detta fornminne |
| Hamn å sama (Södra Ny 89:1) | Stensättning                     |              | Södra Ny, Värmland  |       | 59.122186, 13.122153 | 10219000890001 | Ladda upp en bild av detta fornminne |
| Hamn å sama (Södra Ny 91:1) | Stensättning                     |              | Södra Ny, Värmland  |       | 59.123504, 13.117841 | 10219000910001 | Ladda upp en bild av detta fornminne |
| Södra Ny 93:1               | Stensättning                     |              | Södra Ny, Värmland  |       | 59.113578, 13.126460 | 10219000930001 | Ladda upp en bild av detta fornminne |
| Södra Ny 93:3               | Stensättning                     |              | Södra Ny, Värmland  |       | 59.113879, 13.127295 | 10219000930003 | Ladda upp en bild av detta fornminne |
| Södra Ny 95:1               | Stensättning                     |              | Södra Ny, Värmland  |       | 59.113479, 13.123504 | 10219000950001 | Ladda upp en bild av detta fornminne |
| Södra Ny 97:1               | Stensättning                     |              | Södra Ny, Värmland  |       | 59.113421, 13.114105 | 10219000970001 | Ladda upp en bild av detta fornminne |
| Södra Ny 98:1               | Röse                             |              | Södra Ny, Värmland  |       | 59.112895, 13.113061 | 10219000980001 | Ladda upp en bild av detta fornminne |
| Södra Ny 101:1              | Stensättning                     |              | Södra Ny, Värmland  |       | 59.120252, 13.106276 | 10219001010001 | Ladda upp en bild av detta fornminne |
| Södra Ny 108:1              | Stensättning                     |              | Södra Ny, Värmland  |       | 59.096572, 13.120697 | 10219001080001 | Ladda upp en bild av detta fornminne |
| Södra Ny 110:1              | Stensättning                     |              | Södra Ny, Värmland  |       | 59.099579, 13.122008 | 10219001100001 | Ladda upp en bild av detta fornminne |
| Södra Ny 111:1              | Stensättning                     |              | Södra Ny, Värmland  |       | 59.106156, 13.124303 | 10219001110001 | Ladda upp en bild av detta fornminne |
| Södra Ny 111:2              | Stensättning                     |              | Södra Ny, Värmland  |       | 59.106251, 13.124350 | 10219001110002 | Ladda upp en bild av detta fornminne |
| Södra Ny 111:3              | Stensättning                     |              | Södra Ny, Värmland  |       | 59.106354, 13.124480 | 10219001110003 | Ladda upp en bild av detta fornminne |
| Södra Ny 112:1              | Stensättning                     |              | Södra Ny, Värmland  |       | 59.115503, 13.138026 | 10219001120001 | Ladda upp en bild av detta fornminne |
| Södra Ny 115:1              | Stensättning                     |              | Södra Ny, Värmland  |       | 59.150214, 13.166939 | 10219001150001 | Ladda upp en bild av detta fornminne |
| Södra Ny 185:1              | Stensättning                     |              | Södra Ny, Värmland  |       | 59.112991, 13.122973 | 10219001850001 | Ladda upp en bild av detta fornminne |
| Södra Ny 186:1              | Stensättning                     |              | Södra Ny, Värmland  |       | 59.113216, 13.124727 | 10219001860001 | Ladda upp en bild av detta fornminne |
| Södra Ny 188:1              | Stensättning                     |              | Södra Ny, Värmland  |       | 59.112441, 13.107949 | 10219001880001 | Ladda upp en bild av detta fornminne |
| Södra Ny 194:1              | Stensättning                     |              | Södra Ny, Värmland  |       | 59.162496, 13.151324 | 10219001940001 | Ladda upp en bild av detta fornminne |
| Södra Ny 194:2              | Stensättning                     |              | Södra Ny, Värmland  |       | 59.162496, 13.151324 | 10219001940002 | Ladda upp en bild av detta fornminne |
| Södra Ny 195:1              | Stensättning                     |              | Södra Ny, Värmland  |       | 59.164258, 13.155897 | 10219001950001 | Ladda upp en bild av detta fornminne |
| Södra Ny 198:1              | Stensättning                     |              | Södra Ny, Värmland  |       | 59.144076, 13.164803 | 10219001980001 | Ladda upp en bild av detta fornminne |
| Södra Ny 199:1              | Stensättning                     |              | Södra Ny, Värmland  |       | 59.141049, 13.175481 | 10219001990001 | Ladda upp en bild av detta fornminne |
| Södra Ny 200:1              | Stensättning                     |              | Södra Ny, Värmland  |       | 59.123373, 13.188128 | 10219002000001 | Ladda upp en bild av detta fornminne |
| Södra Ny 201:1              | Stensättning                     |              | Södra Ny, Värmland  |       | 59.111538, 13.200068 | 10219002010001 | Ladda upp en bild av detta fornminne |
| Södra Ny 204:1              | Stensättning                     |              | Södra Ny, Värmland  |       | 59.107909, 13.100095 | 10219002040001 | Ladda upp en bild av detta fornminne |
| Södra Ny 205:1              | Stensättning                     |              | Södra Ny, Värmland  |       | 59.106414, 13.100025 | 10219002050001 | Ladda upp en bild av detta fornminne |
| Södra Ny 210                | Stensättning                     |              | Södra Ny, Värmland  |       | 59.153508, 13.131787 | 12000000081480 | Ladda upp en bild av detta fornminne |
| Södra Ny 213                | Stensättning                     |              | Södra Ny, Värmland  |       | 59.126096, 13.161576 | 12000000081483 | Ladda upp en bild av detta fornminne |
| Södra Ny 222                | Röse                             |              | Södra Ny, Värmland  |       | 59.112169, 13.163563 | 12000000119214 | Ladda upp en bild av detta fornminne |